# Fundación Peruana de Cáncer
La Fundación Peruana de Cáncer es una organización sin fines de lucro peruana, orientada a ayudar a los pacientes en situación de tratamiento oncológico. Fue creada el 22 de noviembre de 1960 por Frieda Heller y, con el apoyo del doctor Eduardo Cáceres Graziani, desarrollaron desde ese momento una intensa lucha a favor de los peruanos de pocos recursos, afectados por el cáncer.
Entre sus más importantes logros tiene: La construcción del actual Instituto Nacional de Enfermedades Neoplásicas (INEN) y la construcción del Centro de Investigación en Cáncer (Maes-Heller).
A través de la captación y canalización de voluntades y recursos desarrolla diversas actividades como:
- Albergue "Frieda Heller", donde se acogen a pacientes enfermos con cáncer de provincias.
- Colecta Pública Anual "Ponle Corazón", que está dirigida a recaudar fondos para cubrir los costos de los medicamentos que requieren los pacientes. Además, un porcentaje del monto es   utilizado para comprar instrumental médico que puedan requerir los pacientes para su atención.
- Capacitación de médicos peruanos, otorgando becas para que estudien en el extranjero y mejoren sus técnicas de atención a los pacientes.
- Donación de equipos y material médico a instituciones oncológicas como el INEN, Hospital Santa Rosa, Hospital María Auxiliadora, entre otras instituciones.
- Actividades de prevención como reparto de volantes con información sobre el cáncer y el cuidado preventivo, charlas preventivas a instituciones educativas y empresas y envío de médicos a provincias para realizar actividades de diagnóstico y prevención.

## Historia
Fue hace más de 51 años, que una ciudadana norteamericana de nombre Frieda Heller, quien se encontraba de visita en Perú, fue intervenida exitosamente de un mal cancerígeno. Frieda se  percató de la gran necesidad de establecer una institución que permita combatir el cáncer y que pueda beneficiar a los enfermos de pocos recursos económicos. Fue así que el 22 de noviembre de 1960, Frieda Heller con el apoyo del doctor Eduardo Cáceres Graziani crearon la Fundación Peruana de Cáncer, desarrollando desde ese momento una intensa lucha a favor de los peruanos de pocos recursos, afectados por el cáncer.
Con el paso del tiempo, se detectó  que los pacientes de provincias no podían ser desatendidos y por ello se logra construir un albergue para los pacientes de provincias que venían a Lima en busca de atención médica en el INEN.  En este albergue, los pacientes son acogidos, atendidos, alimentados, apoyados psicológicamente y espiritualmente por personal calificado.  El albergue lleva el nombre de Frieda Heller en honor a su fundadora.
En 1980 la Fundación Peruana de Cáncer se consolidó a través de la decisiva contribución al Estado para la construcción del actual Instituto de Enfermedades Neoplásicas, que hoy atiende a miles de pacientes por año de Lima y provincias.
Entre el 2009 - 2011 la Fundación Peruana de Cáncer logró apoyar con medicinas, material médico, becas a  médicos para su capacitación,  equipamiento de unidades oncológicas, educación, alimentación y pasajes de retorno a su lugar de origen a 1,480 pacientes.

## Fines Institucionales

### Educación
La Fundación Peruana de Cáncer otorga becas para la capacitación y entrenamiento de médicos peruanos para que estudien en el extranjero y mejoren sus técnicas de atención a los pacientes.
Durante sus 51 años de trayectoria institucional la Fundación Peruana de Cáncer ha becado a más de 50 médicos peruanos para su entrenamiento en el extranjero. 

### Investigación
La Fundación Peruana de Cáncer ha apoyado y sigue apoyando los estudios sobre cáncer de los investigadores peruanos estimulando las relaciones con instituciones nacionales como el INEN  e internacionales como la American Cancer Society, mediante las becas brindadas para médicos del INEN, además de la construcción del Centro de Investigación en Cáncer “Maes Heller”.

### Apoyo Social
La Fundación apoya a las instituciones oncológicas como el INEN, el Hospital Santa Rosa, entre otras, mediante la donación de equipos y material médico.

### Diagnóstico y Prevención
El detectar el cáncer en su etapa temprana es una de las mejores herramientas para la lucha contra el cáncer, ya que determinará el resultado de ciertos cánceres, reduciendo el riesgo de que una persona muera por causa del cáncer. Por esta razón la Fundación realiza campañas de prevención y diagnóstico en provincias, enviando médicos para la atención de la población. Además realiza la campaña "Protege tu piel", en la que se repartieron 60,000 volantes con información sobre el cáncer y el cuidado preventivo, así como charlas a colegios, universidades y empresas para que las personas puedan llevar una vida sana lejos del cáncer.

## Organización

### Junta de Administración
- Sr. Carlos Penny Bidegaray - Presidente.
- Dr. Eduardo Payet Meza - Vicepresidente.
- Dr. Humberto Allemant Salazar - Director.
- Sr. Aldo Defilippi Traverso - Director.
- Dr. Rodrigo Travezán Carvo - Director.
- Sr. Francis Pílkington Ríos - Director.
- Sra. Carmen Banchero Bentín - Director.
- Sr. Juan Alfredo Saux Arispe - Director.
- Dr. José Bernal - Director.

### Gerencia General
- Sr. Miguel de la Fuente Prem

## Albergue "Frieda Heller"
Es un programa de la Fundación  Peruana de Cáncer el cual brinda alojamiento, alimentación y educación a pacientes con cáncer procedentes de provincia. Durante el año 2009 - 2011 se apoyó a más de 700 pacientes con cáncer.

## Colecta Ponle Corazón
Es la colecta anual que realiza con éxito la Fundación Peruana de Cáncer desde hace 1983 en el mes de junio a nivel nacional.
El dinero recaudado en la Colecta se utiliza para cubrir el instrumental médico y los costosos medicamentos que requieren los pacientes para su atención. Uno de sus spot publicitarios, en 2005, alcanzó con el premio León de Oro, el tercero de su país en el festival de Cannes.

## Cena de Gala
Es un evento a beneficio de los pacientes con cáncer organizado por la Fundación. Se ha realizado por dos años consecutivos y reúne a más de 500 personas entre empresas, autoridades y figuras públicas.